# Cèsar August Jordana i Mayans
C. A. Jordana, nom de ploma de Cèsar-August Jordana i Mayans (Barcelona, 31 de maig de 1893 - Santiago de Xile, 28 de novembre de 1958), fou un escriptor i traductor català, conegut també per les seves obres lingüístiques i gramaticals, que signava amb el pseudònim Bernat Montsià.
Estudià la carrera d'enginyer, però l'abandonà per la literatura. Durant la Dictadura de Miguel Primo de Rivera va col·laborar amb la Societat d'Estudis Militars (SEM). Durant els anys de la República fou director de l'Oficina de Correcció de la Generalitat de Catalunya. Compromès amb la causa republicana, en acabar la guerra civil espanyola es va exiliar a Tolosa de Llenguadoc, i d'ací agafà un vaixell cap a Xile; després va passar a l'Argentina, on fou assessor literari de l'Editorial Sudamericana (d'Antoni López Llausàs) i col·laborà amb la premsa i programes radiofònics en català que promovien els casals catalans.
La seva obra com a escriptor i publicista fou especialment prolífica durant els anys vint i trenta del sXX, en què publicà narracions, articles i ressenyes en diversos diaris i revistes, com La Publicitat, Mirador, L'Opinió. Per a l'Editorial Barcino traduí Shakespeare i a la «Biblioteca A tot vent» de les Edicions Proa, en què aparegueren algunes de les seves novel·les, publicà diverses traduccions de narradors anglesos del segle xix (Thomas Hardy, George Meredith, Walter Scott, R. L. Stevenson); el 1930, a la col·lecció «Els d'Ara» de Proa, aparegué la seva traducció de Mrs. Dalloway, de Virginia Woolf, publicada en anglès només cinc anys abans. Durant el 1938, escriví per al setmanari Meridià una sèrie d'articles, peces mestres del periodisme literari, que retraten, amb un estil viu i punyent, allunyat de tot costumisme, la vida a la Barcelona bombardejada de la rereguarda. Des d'Amèrica, col·laborà amb revistes representatives de l'exili català com Catalunya, de Buenos Aires, i Germanor, de Santiago de Xile.
El seu estil narratiu era d'un humor irreverent influït d'antuvi per Anatole France i més tard de caràcter experimental influït per James Joyce.

## Obres

### Narracions
- Quatre venjances (1923)
- L'anell del Nibelung (1926)
- El collar de la Núria (1927)
- La veritat sobre Sigfrid (1927)
- L'incest (1928)
- L'anell i la fàbrica (1928)
- Tot de contes (1929)
- Una mena d'amor (1931)
- Els tres cavallets (1933)
- L'infant que feia vuit (1933)
- Tres a la rereguarda (1940)
- El Rusio i el Pelao (1950)
- El món de Joan Ferrer (1971, pòstum)

### Periodisme
- Barcelona 1938: La veu de les sirenes (2008)

### Gramàtica
- Com s'escriuen les cartes comercials (1927)
- Correspondència familiar i de societat (1931)
- Formulari de documents en català (1931)
- El català i el castellà comparats (1933)
- El català en vint lliçons (1934)

### Assaig divulgatiu
- Resum de literatura anglesa (1934)

## Fons personal
El seu fons personal es conserva a l'Arxiu Nacional de Catalunya. El fons és constituït per la documentació aplegada i produïda fonamentalment com a resultat de la seva activitat personal i creativa. Inclou certificats vitals, documentació acadèmica, mèdica i militar, una llibreta de caixa personal, salconduits, documentació de l'exili a França i el viatge i l'establiment a Xile i l'Argentina. Pel que fa a la documentació professional, destaca el títol d'enginyer i l'acreditativa dels nomenaments a la Generalitat republicana, així com la dels lligams laborals amb l'Editorial Ercilla, S.A. (Santiago de Xile) i l'Editorial Sudamericana, S.A. (Buenos Aires). Entre la documentació de l'obra creativa, inclou els articles publicats a la premsa catalana i de l'exili, en especial, la sèrie diària "Cada dia un raig" del diari L'Opinió (1933-1934), així com els textos radiats. Pel que fa a la producció literària, les novel·les Flames de juliol, Tres a la rereguarda, El Rusio i el Pelao i El món de Joan Ferrer; peces de narrativa (contes, "Excursions literàries", "París-Santiago de Xile" i "Somnis"); alguns treballs poètics en català i castellà, així com de lèxic i terminologia (diccionaris i relacions de termes) i treballs de traducció de diversos autors anglesos i alemanys. El fons aplega també un gruix de correspondència notable, en particular amb editors (com ara Jaume Aymà o Jordi López Llovet), companys d'exili (Xavier Benguerel, Francesc Trabal, Ángel Ossorio o Miquel Ferrer) i altres escriptors i intel·lectuals (Agustí Bartra, Joan Oliver, Mercè Rodoreda, Carles Riba, Antoni Rovira i Virgili o Ferran Soldevila). Finalment, el fons aplega el seu nomenament com a membre de la Institució de les Lletres Catalanes i del Centre Català i l'Agrupació Patriòtica Catalana de Santiago de Xile, la participació com a jurat al Premi Catalònia de novel·la, l'obituari escrit a la seva mort per Cristian Aguadé, així com algunes mostres d'obra aliena i reculls de cites literàries. En el seu conjunt, el fons aplega una aproximació força completa a la trajectòria del productor, amb excepció del seu període creatiu anterior a 1939.